# Otome Game no Hametsu Flag Shika Nai Akuyaku Reijō ni Tensei Shiteshimatta...
Otome Game no Hametsu Flag Shika Nai Akuyaku Reijō ni Tensei Shiteshimatta..., também conhecido como HameFura, é uma série japonesa de light novels, escrita por Satoru Yamaguchi e ilustrada por Nami Hidaka. Começou a serialização on-line em julho de 2014 no site de publicação de romances Shōsetsuka ni Narō. Foi adquirida pela Ichijinsha, que publicou o primeiro volume de romance leve em agosto de 2015, com a impressão Ichijinsha Bunko Iris. Quinze volumes foram lançados até julho de 2025.
Uma adaptação de mangá com arte de Hidaka é publicada na revista mensal de mangá shōjo da Ichijinsha, Comic Monthly Sum Sum desde agosto de 2017. Um mangá spin-off começou a ser lançado em novembro de 2019. Uma adaptação para anime para a TV pelo estúdio Silver Link foi ao ar entre 5 de abril e 21 de junho de 2020.

## História
Katarina Claes é filha de uma nobre família rica, quando após bater a cabeça ao tropeçar no jardim de sua mansão, relembrou sua vida anterior. Antes, ela era uma otaku de 17 anos apaixonada por otome games, e agora percebe que o mundo onde ela reencarnou é justamente de um desses seus jogos favoritos, o Fortune Lover. Para sua infelicidade, ela reencarna como a vilã da história, predestinada ao exílio ou morte pelos finais que o jogo escreveu pra ela. Desesperada para evitar este destino terrível, ela busca tomar toda sorte de ações distintas da sua personagem do jogo, o que acaba resultando em grandes mudanças com efeitos imprevisíveis na história dos demais personagens do mundo do jogo.

## Personagens
Katarina Claes (カタリナ・クラエス, Katarina Kuraesu)
Dublada por: Maaya Uchida
A personagem principal da obra, é uma garota otaku de 17 anos que reencarnou como a vilã no mundo do jogo Fortune Lover. Tendo um grande conhecimento do jogo e que as rotas predestinam a sua morte ou exílio, ela toma medidas drásticas pra construir a melhor relação possível com os personagens do jogo e trabalhando com a plantação de hortas como forma de subsistência caso ela seja exilada. Quando logava no jogo, ela usa o nickname de Bakarina, baka no japonês dado para idiota. É uma grande escaladora de árvores e tem um grande apetite por doces.
Geordo Stuart (ジオルド・スティア一ト, Jiorudo Sutiaato)
Dublado por: Shouta Aoi, Asami Setō (Infância)
Um príncipe que se tornou noivo de Katarina depois que sem querer a levou a tropeçar e se machucar, forçando-o a assumir a responsabilidade. No jogo, Katarina usa isso como vantagem para monopolizá-lo para si. No final bom, Geordo exila Katarina e se casa com a heroína, enquanto o final ruim o faz matar Katarina e abandonar a heroína por culpa. No entanto, devido aos esforços contínuos de Katarina para melhorar a si mesma e evitar os maus finais, ele agora parece ter desenvolvido sentimentos genuínos por ela. Ele parece ter fobia por cobras, que faz Katarina a assustá-lo com cobras de mentira.
Keith Claes (キース・クラエス, Kiisu Kuraesu)
Dublado por: Tetsuya Kakihara, Sora Amamiya (Infância)
O irmão adotivo de Katarina e um prodígio mágico, capaz de criar golens usando a magia da terra. No jogo, Katarina o intimidou, fazendo-o crescer reprimido e transformando sua carência em fanfarronice, o que tornou um mulherengo. No rota feliz do jogo, Katarina é exilada e Keith abandona sua natureza irresponsável para estar com a heroína, enquanto no final ruim, ele mata Katarina em um acesso de raiva antes de desaparecer. Para evitar esses finais, Katarina se esforça para ser uma boa irmã para ele, o que melhora seus relacionamentos, mas também confunde Keith com a tarefa ingrata de ter que manter Katarina longe de problemas, principalmente sem sucesso. Keith também aparenta ter desenvolvido sentimentos pela irmã adotiva, visto que ele trata os demais rapazes que se aproximam de Katarina como rivais, em particular Geordo.
Alan Stuart (アラン・スティア一ト, Aran Sutiaato)
Dublado por: Tatsuhisa Suzuki, Mutsumi Tamura (Infância)
O irmão de Geordo e o noivo de Mary. Ele era uma criança doente e tinha ciúmes de seu irmão gêmeo, o que o tornou introvertido. No entanto, ele é um músico muito habilidoso no piano e adora flores. No jogo, Katarina na verdade não aparece em seu caminho, pois Mary serve como personagem rival da heroína. Depois que Katarina se torna amiga de Mary, Alan fica furioso com a forma como ela o ignora constantemente em favor dela. Isso o leva a desafiar Katarina para uma série de competições, que ela vence com facilidade, com exceção do desafio musical, que acaba revelando o talento de Alan e fazendo ganhar confiança em si mesmo. Com o tempo, Katarina ganha o respeito de Alan e eles se tornam amigos.
Nicol Ascart (ニコル・アスカルト, Nikoru Asukaruto)
Dublado por: Yoshitsugu Matsuoka, Mao Ichimichi (Infância)
Amigo de infância de Geordo e Alan e o irmão de Sophia. Ele é considerado bonito por todos que o vêem, com um sorriso que pode encantar homens e mulheres. Os detalhes sobre sua história no jogo são escassos, pois Katarina nunca jogou sua rota. Apesar disso, ele parece ter desenvolvido uma queda por Katarina depois que ela o fez se abrir para ele, embora ele se contenha em respeito ao noivo de Katarina que é um grande amigo seu.
Mary Hunt (メアリ・ハント, Meari Hanto)
Dublada por: Miho Okasaki
A noiva de Alan, especialista em jardinagem. No jogo, ela toma o lugar de Katarina como personagem rival no caminho de Alan. Ela também geralmente tem um destino melhor do que Katarina, com ela ficando junto com Alan no final ruim, enquanto pacificamente revoga seu status de noiva no bom. Mary e Catarina tornaram-se amigas rapidamente depois que esta elogiou o seu jardim. No jogo, ela se apaixonou por Alan depois que ele elogiou seu jardim. No entanto, como Katarina a elogiou primeiro, agora parece que Mary se apaixonou sinceramente por ela.
Sophia Ascart (ソフィア・アスカルト, Sofia Asukaruto)
Dublada por: Inori Minase
A irmã de Nicol, que adora ler romances. Ela foi considerada amaldiçoada por seus cabelos prateados e olhos vermelhos, levando-a a viver uma vida de isolamento até conhecer Katarina e se abrir para ela. No jogo, ela era a personagem rival durante o caminho de Nicol. No entanto, os detalhes sobre sua história são escassos, pois Katarina nunca seguiu esse caminho. No Light Novel, é revelado que ela é realmente a reencarnação da melhor amiga de Katarina Atsuko Sasaki durante sua vida anterior. Na vida anterior de Katarina, sua amiga vira vítima de acidente de atropelamento, tal trauma que fez com que ela quisesse reencontrar com ela em sua vida posterior. Ela tem sonhos de sua vida passada que não consegue se lembrar. Quando Katarina foi colocado em sono profundo por Sirius, parte de sua vida anterior serviu de impacto para tentar salvar Katarina do mundo ilusório criado por Sirius.
Maria Campbell (マリア・キャンベル, Maria Kyanberu)
Dublada por: Saori Hayami
Uma garota que, em Fortune Lover, era a heroína principal e alvo original de bullying para Katarina. Devido a Katarina se tornar muito mais agradável e carismática, Maria ironicamente acaba se apaixonando por ela, o que, por sua vez, dá a Maria uma rota própria. Ela possui magia da luz, o que a levou a ser alienada durante a infância. É uma ótima doceira, seus biscoitos e doces são, segundo Katarina, superiores em qualidade a de muitos profissionais. Foi capaz de ver a magia das trevas em Sirius, que a levou a ser sequestrada. Ela é salva graças a Katarina.
Sirius Dieke (シリウス・ディーク)
Dublado por: Toshiki Masuda
Um estudante do segundo ano e presidente do conselho estudantil, que desempenhou um papel secundário em Fortune Lover. Em sua vida passada Raphael Walt é escolhido por uma mulher a ponto de usar magia negra para a alma de seu filho Sirius Dieke possa ser revivida, para que a mãe de Raphael fosse sacrificada para trazer Sirius de volta. No entanto, apenas lembranças de Sirius acaba em Raphael, logo em seguida ele depois se vinga. Como Katarina era uma pessoa popular em relação a seus amigos, por possuir magia das trevas em relação a um evento anterior, este tentou criar intrigas tentando incriminar Katarina. Maria percebe a magia negra dele que a levou a ser sequestrada. Katarina também, devido a dica do jogo que sua amiga da vida passada deu a ela, que fez ela entrar em sono profundo. Katarina depois descobre sobre Raphael, que tenta fazê-lo a desistir de seu ódio, como também a alma daquele que fez a magia negra de Sirius que estava em seu corpo deixa Sirius. Ele depois desenvolve sentimentos por Katarina, para consternação de Mary.
Anne Shelley (アン・シェリー, An Sherī)
Dublado por: Azumi Waki
Ela era filha de uma família rica, mas como o lugar onde ela morou se queimou, ela recebe uma queimadura na mão, não tendo que se casar em um matrimônio arranjado. Ela depois é forçada a viver como empregada e servir a família Claes, em particular Katarina. Depois de Katarina receber um golpe na cabeça, esta foi forçada a mudar os fatos que a levaria a destruição, além de fazer amizade com os outros, o mesmo vale para Anne. Ela teve que cumprir um casamento arranjado, mas a própria Katarina acabou intervindo tendo que viver como empregada dela, embora possa ter algo com Katarina.

## Mídias

### Light novels
O primeiro volume de light novel foi publicado pela Ichijinsha sob seu selo Ichijinsha Bunko Iris em 20 de agosto de 2015. Até julho de 2025, 15 volumes foram publicados.
| N.º | Data de lançamento      | ISBN                                     |
| --- | ----------------------- | ---------------------------------------- |
| 1   | 20 de agosto de 2015    | 978-4-7580-4753-1                        |
| 2   | 19 de setembro de 2015  | 978-4-7580-4756-2                        |
| 3   | 20 de fevereiro de 2016 | 978-4-7580-4800-2                        |
| 4   | 20 de julho de 2016     | 978-4-7580-4838-5                        |
| 5   | 20 de maio de 2017      | 978-4-7580-4950-4                        |
| 6   | 20 de março de 2018     | 978-4-7580-9045-2                        |
| 7   | 20 de outubro de 2018   | 978-4-7580-9113-8 978-4-7580-9114-5 (EE) |
| 8   | 20 de julho de 2019     | 978-4-7580-9189-3                        |
| 9   | 20 de abril de 2020     | 978-4-7580-9261-6 978-4-7580-9262-3 (EE) |
| 10  | 20 de fevereiro de 2021 | 978-4-7580-9339-2                        |
| 11  | 20 de agosto de 2021    | 978-4-7580-9390-3 978-4-7580-9391-0 (EE) |
| 12  | 20 de outubro de 2022   | 978-4-7580-9499-3                        |
| 13  | 20 de setembro de 2023  | 978-4-7580-9582-2                        |
| 14  | 20 de agosto de 2024    | 978-4-7580-9668-3                        |
| 15  | 18 de julho de 2025     | 978-4-7580-9743-7                        |

### Mangá
Houve duas séries de mangá associadas à light novel. A primeira, Otome Game no Hametsu Flag Shika Nai Akuyaku Reijō ni Tensei Shiteshimatta..., foi serializada na Monthly Comic Zero Sum da Ichijinsha desde 28 de agosto de 2017 e adapta a série de light novel para o formato de mangá. A segunda, Otome Game no Hametsu Flag Shika Nai Akuyaku Reijō ni Tensei Shiteshimatta... Zettai Zetsumei! Hametsu Sunzen-hen (乙女ゲームの破滅フラグしかない悪役令嬢に転生してしまった... 絶体絶命！破滅寸前編), também foi serializado na Monthly Comic Zero Sum de 1 de novembro de 2019 a 2 de julho de 2021. Este mangá foca na questão do que aconteceria se Catarina recuperasse suas memórias quando tinha quinze anos, em vez de durante sua infância, deixando-a sem os amigos e relacionamentos que ela conquistou como resultado do planejamento inicial contra seus maus resultados.
A Ichijinsha publicou uma antologia yuri da série, intitulado Otome Gēmu no Hametsu Furagu Shika Nai Akuyaku Reijō ni Tensei Shiteshimatta... Girls Patch (乙女ゲームの破滅フラグしかない悪役令嬢に転生してしまった... GIRLS PATCH), em 26 de junho de 2020.

#### Volumes

##### Otome Game no Hametsu Flag Shika Nai Akuyaku Reijō ni Tensei Shiteshimatta...
| N.º | Data de lançamento     | ISBN                                     |
| --- | ---------------------- | ---------------------------------------- |
| 1   | 24 de março de 2018    | 978-4-7580-3338-1                        |
| 2   | 25 de outubro de 2018  | 978-4-7580-3394-7                        |
| 3   | 25 de abril de 2019    | 978-4-7580-3429-6 978-4-75-803430-2 (EE) |
| 4   | 25 de outubro de 2019  | 978-4-7580-3464-7                        |
| 5   | 25 de maio de 2020     | 978-4-7580-3513-2 978-4-7580-3514-9 (EE) |
| 6   | 25 de janeiro de 2021  | 978-4-7580-3576-7                        |
| 7   | 30 de setembro de 2021 | 978-4-7580-3653-5 978-4-7580-3654-2 (EE) |
| 8   | 30 de setembro de 2022 | 978-4-7580-3792-1                        |
| 9   | 30 de junho de 2023    | 978-4-7580-3903-1                        |
| 10  | 29 de março de 2024    | 978-4-7580-8484-0                        |
| 11  | 26 de dezembro de 2024 | 978-4-7580-8632-5                        |
| 12  | 29 de agosto de 2025   | 978-4-7580-8783-4                        |

##### Otome Game no Hametsu Flag Shika Nai Akuyaku Reijō ni Tensei Shiteshimatta... Zettai Zetsumei! Hametsu Sunzen-hen
| N.º | Data de lançamento    | ISBN              |
| --- | --------------------- | ----------------- |
| 1   | 25 de maio de 2020    | 978-4-7580-3515-6 |
| 2   | 25 de janeiro de 2021 | 978-4-7580-3577-4 |
| 3   | 30 de julho de 2021   | 978-4-7580-3632-0 |

### Anime
Uma adaptação para anime da série de light novel foi anunciada pela Ichijinsha em 19 de outubro de 2018. O anime foi posteriormente anunciado como uma série de televisão em 18 de julho de 2019. A série foi animada pela Silver Link e dirigida por Keisuke Inoue, com Megumi Shimizu cuidando da composição da série e Miwa Oshima com o design dos personagens. Natsumi Tabuchi, Hanae Nakamura, Tatsuhiko Saiki, Miki Sakurai e Shu Kanematsu compuseram a música.
A série foi ao ar na Tokyo MX, BS11, MBS, AT-X, J Tele e outros canais de 5 de abril a 21 de junho de 2020.Angela realizou a música tema de abertura da série "Otome no Route wa Hitotsu Janai!" (乙女のルートはひとつじゃない！, "Há Mais que Só Uma Rota para uma Donzela!"), enquanto Shouta Aoi realizou a música tema de finalização da série "Bad End". A Crunchyroll transmitiu a série legendada.
Uma segunda temporada foi ao ar de 3 de julho a 18 de setembro de 2021, no bloco de programação Super Animeism na MBS, TBS e BS-TBS, bem como na BS Asahi. Angela realizou a música tema de abertura da segunda temporada "Andante ni Koi o Shite!" (アンダンテに恋をして！, "Apaixone-se pelo Andante!"), enquanto Shouta Aoi realizou a música tema de encerramento da segunda temporada "give me ♡ me." Um OVA foi incluído na edição especial do sétimo volume do mangá, lançado em 30 de setembro de 2021. Após a conclusão da segunda temporada, foi anunciado que a série receberia um filme de anime. O título do filme foi revelado em abril de 2022; estreou no Japão em 8 de dezembro de 2023.

## Recepção
A light novel e o mangá têm mais de 600 mil cópias impressas. A adaptação do mangá ficou em 4º lugar no Next Manga Awards de 2019 na categoria de mídia impressa.
Alguns críticos descreveram a série de anime como centrada em Catarina Claes, que reúne um harém poliamoroso e bissexual que anseia por ela enquanto tenta evitar ser uma vilã e se torna muito pensativa. Os críticos apontaram duas personagens femininas queer: Mary Hunt e Maria Campbell, que se apaixonam por Catarina, como apontado pelo crítico James Beckett da Anime News Network.
Em maio de 2020, sete das dez posições de uma "enquete semanal de casais favoritos" do Anime Trending apresentaram Catarina em casal com a maioria dos personagens. Após a primeira temporada acabar, com um "final como amigos", um crítico considerando um "final muito definitivo para Catarina e o seu harém poliamoroso bissexual da desgraça," e a série foi mais tarde elogiada por Rebecca Silverman e Theron Martin da Anime News Network por ser bem feita, e oferece "uma gratificante fantasia de poder bissexual" da qual Catarina não nota devido à sua natureza densa.